# 查尔斯·弗罗曼
查尔斯·弗罗曼（Charles Frohman；1856年7月15日—1915年5月7日）是一位美国剧院经理和制作人，他发现并提拔了许多美国舞台明星，制作了700多部戏剧，其中最热门的是《彼得潘》。
1896年，弗罗曼联合别人一起创立了剧院辛迪加，主导了二十多年美国巡回演出剧团业务，直到舒伯特组织将其打破。1915年，弗罗曼在事业巅峰时死于皇家邮轮卢西塔尼亚号沉没事故。

## 生平
查尔斯·弗罗曼出生于俄亥俄州桑达斯基的一个美国犹太人家庭 ，是弗罗曼三兄弟（包括丹尼尔和古斯塔夫）中最小的一个。他的出生年份一般被误报为1860年，墓碑上的生日显示为7月16日，但正确的日期是1856年7月15日。1864年，弗罗曼一家搬到了纽约市，12岁是弗罗曼就开始晚上在《纽约论坛报》打工，但白天还是继续读书。1874年，他开始为《每日画报》（Daily Graphic）工作，晚上在布鲁克林胡利剧院卖票。他当过一家吟游诗人剧团（Haverly's United Mastodon Minstrels）的经理，在美国和欧洲进行巡演，也曾与两个哥哥一起经营纽约麦迪逊广场剧院。1886年，他开始制作戏剧。
1889年，弗罗曼制作了他第一部成功作品《仙纳度》，1892年创立了帝国剧院股份公司（Empire Theatre Stock Company），收购了他的第一座百老汇剧院帝国剧院 。次年，他制作了他的第一部百老匯戏剧、克莱德·菲奇的《假面舞会》（Masked Ball） 。很快，弗罗曼又收购另外五家纽约剧院，他还与威廉·哈里斯和艾萨克·B·里奇合作，成为波士顿几家剧院的老板。
弗罗曼以其培养人才的能力而闻名，他培养出的明星包括威廉·吉列、小约翰·德鲁、埃塞爾·巴里摩爾、比莉·伯克、 E·H·索瑟恩、朱莉娅·马洛、莫德·亚当斯、保罗·吉尔摩、伊芙琳·米勒德、亨利·米勒和沃尔特·E·帕金斯等等。1896年，弗罗曼、阿尔·海曼、阿贝·厄兰格、马克·克劳、塞缪尔·F·尼克松和弗雷德·齐默尔曼组建了剧院辛迪加（Theatrical Syndicate），直到1910年代末舒伯特兄弟打破了他们对该行业的垄断。
1897年，弗罗曼租下伦敦约克公爵剧院，进军英国。1904年，《彼得潘》在这里上演。弗罗曼与英国演员兼制作人西摩·希克斯建立了合作关系，在伦敦制作了不少其他作品。
到1915年，弗罗曼已经制作了700多部节目，每年支付的工资达3500万美元。他控制着伦敦的5家剧院、纽约市的6家剧院以及美国其他地区的200多家剧院。

## 遇难
1915年5月，弗罗曼乘坐卢西塔尼亚号，像往年一样前往欧洲视察伦敦和巴黎的业务。杰罗姆·科恩本来和他同行，但熬夜后睡过头。威廉·吉列也原应与他同行，但受限于合同未能成行。5月7日下午2点10分，他正和同行人讲述他生平故事，船只被鱼雷击中。
乘客开始恐慌时，弗罗曼站在甲板上，一边抽着雪茄一边和朋友平静地聊天。三年前，弗罗曼患上风湿性关节炎，只能拄着拐杖行走，无法从甲板上跳进救生艇，因此被困。随后，弗罗曼走到甲板上，演员丽塔·乔利维特等人在场。在最后时刻，他们紧握双手，弗罗曼自己改编了《彼得潘》 里的一句台词，用作结束语：“何必害怕死亡？这是生命给予我们的最美丽的冒险。”（Why fear death? It is the most beautiful adventure that life gives us.）。船沉没后，一行人只有乔利维特幸存。她后来说：“伴随着巨大的轰鸣声，巨浪席卷了甲板。我们瞬间就分开了，从那以后我再也没有活着见过那些勇敢的人。”
弗罗曼的尸体随后被冲上老金塞尔角（Old Head of Kinsale）的海岸，一名获救的美国人认出了他。在所有148具尸体中，只有他的身体没有被毁容。经鉴定，他是被重物打击致死，而非溺水身亡。他的葬礼于5月25日在纽约市伊曼纽尔神庙（Temple Emanu-El）举行，葬于纽约皇后区里奇伍德的联合墓地（Union Field Cemetery）。美国其他城市也由他手下的明星安排了告别仪式，如洛杉矶的莫德·亚当斯、旧金山的约翰·德鲁、塔科马的比莉·伯克、普罗维登斯的唐纳德·布莱恩、约瑟夫·考索恩和朱莉娅·桑德森。伦敦圣保罗大教堂和圣马田堂也举行了他的告别仪式。